# Петровка (Сарапульський район)
Петро́вка (рос. Петровка) — присілок в Сарапульському районі Удмуртії, Росія.
Урбаноніми:
- вулиці — Дачна, Набережна

## Населення
Населення становить 23 особи (2010, 27 у 2002).
Національний склад (2002):
- росіяни — 93 %